# Erg Admer

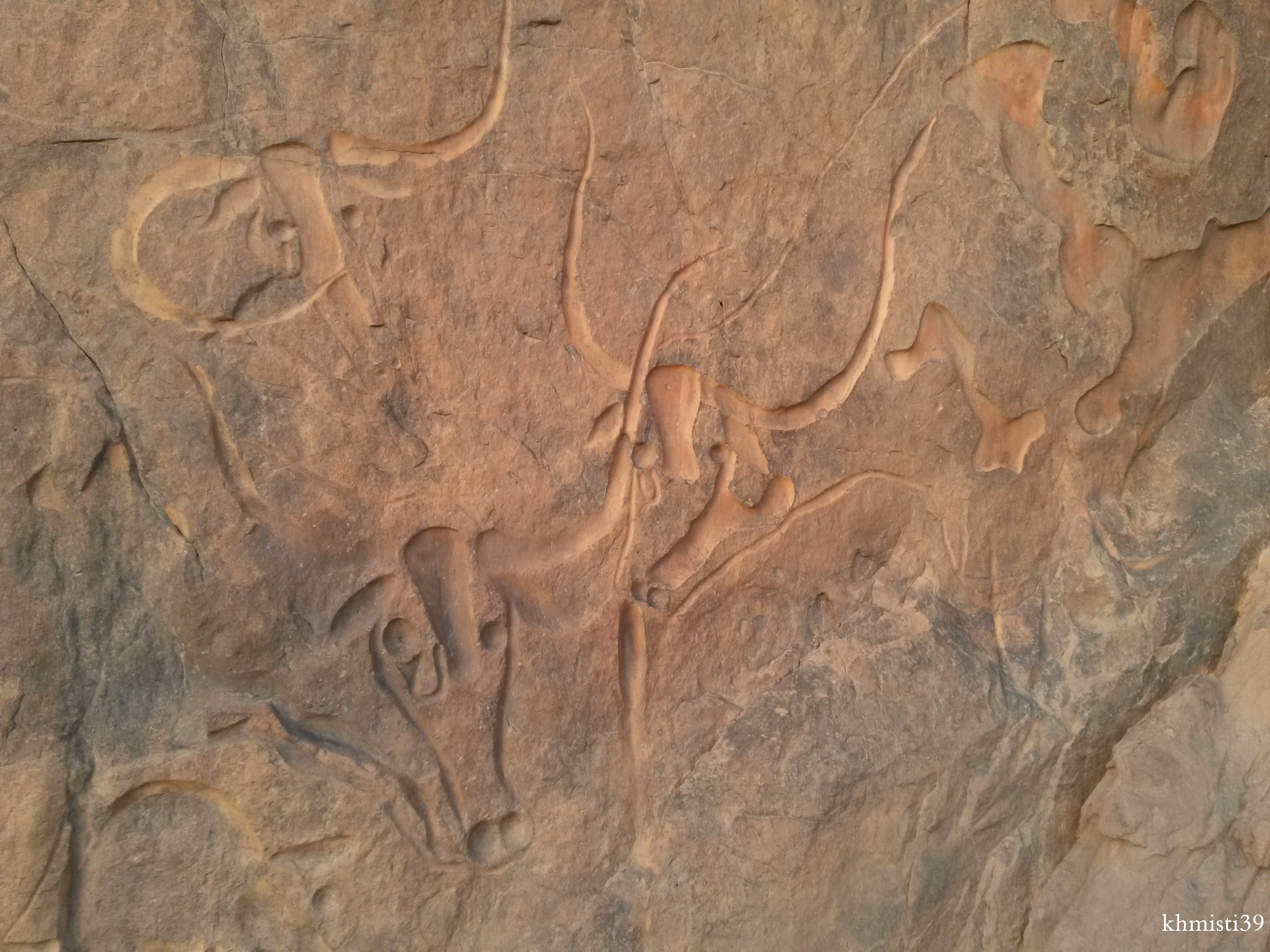
Grabado rupestre de La vaca que llora.

Erg Admer es un gran erg o campo de dunas del desierto del Sáhara. Situado en la provincia de Illizi, al oeste de la ciudad oasis de Djanet, en el sureste de Argelia.
El erg ocupa una superficie de unos 20 km de ancho por unos 100 km de largo de norte a sur. Se origina en el centro de Tassili n'Ajjer, en dirección a Essendilène, y se extiende hacia el sur hasta llegar a al Teneré, en la frontera con Níger.
Se han descubierto conjuntos de industria lítica, como hachas de mano achelenses y aterienses. Al este del Erg Admer se encuentra el uadi Tighaghart con grabados rupestres como el famoso de "La vaca que llora".

## Asentamientos
No existen asentamientos dentro de los ergs. A excepción de la ciudad oasis de Djanet, en el noreste, y la pequeña ciudad de Bordj El Haouas, en el norte, no hay otros asentamientos en las proximidades del erg. Hay varios puestos militares en el sur y el sureste debido a la proximidad de la frontera con Níger.
En la parte central y meridional de los erg, se han encontrado unos 100 túmulos (en su mayoría tumbas redondas, pero también algunas tumbas en forma de ojo de cerradura y de antena) en elevaciones del lecho rocoso como prueba de un asentamiento neolítico. Sólo unas pocas de estas tumbas están presentes en la parte norte del Erg.

## Vegetación
Erg Admer está completamente desprovisto de vegetación, a excepción de algunos arbustos en sus bordes.

## Carreteras
La parte central del erg está atravesada al oeste de Djanet por dos pistas fáciles de conducir, que sólo conducen por unas suaves crestas de dunas. En las partes norte y sur del Erg Admer no existe ninguna pista.